# サンティアゴ・サマニエゴ
サンティアゴ・ナサニエル・レイス・サマニエゴ（Santiago Nathaniel Rice Samaniego、1974年1月25日 - ）は、パナマの元プロボクサー。パナマシティ出身。元WBA世界スーパーウェルター級レギュラー王者。ロベルト・デュランは従兄にあたる。

## 来歴
1993年7月17日、プロデビュー。
1996年6月1日、ギムナシオ・ヌエヴォ・パナマでNABO北米ウェルター級王者アーサー・アレンと対戦し、初回1分41秒KO勝ちを収め王座獲得に成功した。
1997年2月22日、ハンブルクのスポッザーレでWBO世界ウェルター級王座決定戦をミハエル・ロエベと行い、12回0-3（113-114、110-117、112-116）の判定負けを喫し王座獲得に失敗した。
2000年8月12日、マイアミのミコウスキー・インディアン・ゲーミング・リゾートでIBA世界スーパーウェルター級王者サントス・カルドナと対戦し、12回1-2（112-115、113-114、114-113）の判定負けを喫し王座獲得に失敗した。
2001年8月18日、コロンのアレナ・パナマ・アル・ブラウンでWBAフェデラテンスーパーウェルター級王者ハビエル・カスティーロと対戦し、7回1分49秒TKO勝ちを収め王座獲得に成功した。
2002年8月10日、ブーシュ＝デュ＝ローヌ県マルセイユのプラジ・ドゥ・プラドでWBA世界スーパーウェルター級暫定王座決定戦をマナドゥ・ティアムと行い、12回TKO勝ちを収め王座獲得に成功した。
2002年9月14日、WBA正規王者のフェルナンド・バルガスがWBC王者オスカー・デ・ラ・ホーヤとの王座統一戦に敗れデ・ラ・ホーヤがWBAスーパー王座に認定された為、サマニエゴは暫定王座からレギュラー王座に認定された。
2003年3月1日、ラスベガスのトーマス&マック・センターでアレハンドロ・ガルシアと対戦し、3回1分46秒TKO負けを喫し初防衛に失敗、王座から陥落した。
2004年9月4日、マンダレイ・ベイ・イベント・センターでローシル・ウェールズとWBA世界スーパーウェルター級指名挑戦者決定戦を行い、9回1分59秒負傷判定負けを喫しガルシアへの再挑戦の権利獲得に失敗した。
2007年3月24日、セントロ・デ・コンベンシオネス・フィガリでWBAフェデラテンスーパーウェルター級王者アルフォンソ・モスケラと対戦し、10回0-3（95-98、94-97、93-97）の判定負けを喫し王座獲得に失敗した。
2011年2月4日、コネチカット州のモヒガン・サン・カジノでニューイングランドスーパーミドル級王者ブラディーネ・ビオッセと対戦し、3回2分27秒TKO負けを喫した試合を最後に引退した。

## 獲得タイトル
- NABO北米ウェルター級王座
- WBAフェデラテンスーパーウェルター級王座
- WBA世界スーパーウェルター級暫定王座（防衛0=レギュラー王者に昇格）
- WBA世界スーパーウェルター級レギュラー王座（防衛0）